# Голод в Бенгалии (1769—1773)
Великий голод в британской Бенгалии 1769—1770 годов (или 1769—1773 годов; бенг. ৭৬-এর মন্বন্তর, Chhiattōrer monnōntór; буквально Голод 76) — голод, ставший следствием завоевания Бенгалии британской Ост-Индской компанией в рамках британской экспансии на Индийском субконтиненте. Затронул низовья Индо-Гангской равнины от Бихара до Бенгальского региона. По оценкам, в общей сложности голод вызвал гибель до 10 миллионов человек. В отчёте главы Бенгальского президентства (а затем генерал-губернатора Индии) Уоррена Гастингса от 1772 года подсчитано, что в пострадавших регионах от голода погибла треть населения.

## Предыстория
В результате битвы при Плесси (23 июня 1757) индийское навабство Бенгалия перешло под власть британской Ост-Индской компании.
В середине XVIII века в навабстве проживало около 20—30 млн человек, оно было богатейшим индийским государством, почти не пострадавшим от феодальных войн, разорявших другие области Индии. Компании достались ценности из казны Бенгалии на сумму в 5,26 миллиона фунтов стерлингов. Роберт Клайв, командующий войсками компании, захватил ценностей более чем на 200 тыс. фунтов стерлингов. Компания присвоила и весь фискальный аппарат Бенгалии. Рента-налог был увеличен примерно вдвое. Сбор налога отдавался на краткосрочный откуп служащим компании и их местным агентам (баньянам) или местным ростовщикам (шроффам). Как свидетельствовал современник: «Они (откупщики) отбирали все до последнего фартинга у несчастных крестьян; последние, не желая покидать свои старые жилища, подчинялись требованиям, которые не могли выполнить». При сборе налогов применялись пытки, в том числе смертельные (например, засекание кнутом), жертвами которых становились даже дети.
Местным купцам было запрещено заниматься внешней торговлей. Англичане ввели внутренние таможни, монополизировали важнейшие отрасли внутрибенгальской торговли. Сотни тысяч бенгальских ремесленников были принудительно прикреплены к факториям компании, куда обязаны были сдавать свою продукцию по минимальным ценам, часто им вообще ничего не платили. Как свидетельствовал очевидец: «Коммерческий резидент (начальник фактории) назначает им всем (ремесленникам-ткачам) определённую работу, за небольшой аванс присваивает их труд, лишает их права использовать своё искусство для собственной выгоды». «Агенты компании платят за забираемые товары гроши либо не платят вовсе», — сообщал в Калькутту служащий компании в 1762 году. «Рынки, пристани, оптовые рынки и зернохранилища полностью разрушены. В результате этих насилий торговцы со своими людьми, ремесленники и райаты (крестьяне) и другие бежали», значится в сообщении правителя округа Бирбум навабу, сохранившему номинальную власть.
В 1762 году Клайв и другие высшие служащие компании образовали общество для монопольной торговли солью, бетелем и табаком в Бенгалии, Бихаре и Ориссе. Заминдары и непосредственные производители были обязаны сдавать товары этому обществу по принудительно низкой цене. Это вело к разорению как индийских землевладельцев, так и крестьян с ремесленниками, зато вело к быстрому обогащению компании. Её чистый доход в 1765 году равнялся 14946 тыс. рупий, а в 1767 году — уже 21177 тыс. рупий.
Генерал-губернатор Чарльз Корнуоллис впоследствии сообщал: «В течение ряда лет сельское хозяйство и торговля приходили в упадок, и в настоящее время население этих провинций (Бенгалия, Бихар, Орисса), за исключением шроффов и баньянов, быстро идет навстречу всеобщей бедности и разорению». Тяжелым бременем ложилось на княжества, подчиненные Ост-Индской компании, содержание «субсидиарного войска» и обслуживание кабальных займов. Крестьяне Карнатаки тысячами покидали свои земли.

## Голод
Ограбление населения привело к голоду 1769—1770 годах, во время которого погибло от 7 до 10 миллионов бенгальцев.. Регионы, охваченные голодом, затронули современные индийские штаты Бихар и Западная Бенгалия, но голод также распространился на Одишу (Ориссу) и Джаркханд, а также земли современной республики Бангладеш. Среди наиболее пострадавших районов были Бирбхум и Муршидабад в Бенгалии, а также Тирхут, Чампара и Беттиах в Бихаре.
Кроме того, в Муршидабаде разразилась эпидемия оспы, унёсшая 63 тыс. жизней, в том числе двух навабов — Наджабута Али-хана и его брата Ашрафа (через 2 недели после коронации).
Частичная нехватка урожая, не считавшаяся чем-то необычным, ощущалась ещё в 1768 году, но к концу следующего года значительно усугубилась, когда в сентябре 1769 года после провала ежегодного юго-восточного муссона произошла сильная засуха. Однако тревожные сообщения из сельской местности были проигнорированы сотрудниками Ост-Индской компании. Более того, когда голод приблизился к своему пику в апреле 1770 года, Компания объявила, что земельный налог на следующий год должен был быть увеличен еще на 10 % — это с учётом того, что уже в первые годы её владычества в Бенгалии общий доход от земельного налога был удвоен. В итоге, к началу 1770 года пришлось констатировать голод, приобретший к середине года катастрофические масштабы.
Хотя в конце 1770 года обильные осадки привели к хорошему урожаю, голод не прекращался, хотя и ослаблялся. В последующие годы произошли дальнейшие вспышки смертей от нехватки продовольствия, вплоть до 1773 года.
В 1780—1790-х годах в Бенгалии снова разразился голод, погибло несколько миллионов человек. Голодом были поражены также Бенарес, Джамму, Бомбей и Мадрас.

## Последствия и оценки
В результате голода большие районы были опустошены, обрабатываемые земли — заброшены и на десятилетия вновь превратились в джунгли, так как оставшиеся в живых покинули их в поисках пищи. В числе этих территорий была большая часть Бирбхума, ставшая практически непроходимой на протяжении длительного времени. С 1772 года Бенгалию терроризировали банды разбойников и тугов, которые были усмирены карательными действиями только к 1790-м годам.
Голод 1769—1770 годов стал прологом к последующим периодам голода, время от времени дополнявшегося вспышками эпидемий, опустошавшим регион в XVIII и XIX веках. Обычно это объясняется сочетанием различных причин, но ключевой остаётся политика Британской Ост-Индской компании, разорившей Бенгалию как ведущий центр индийского текстильного производства.
Начало голода было связывают с неблагоприятно слабым муссоном 1769 года, вызвавшим повсеместную засуху и два последовательных неудачных урожая риса. Неразвитая инфраструктура, разорение войной и политика максимизации налоговых поступлений британской Ост-Индской компании на грани ограбления местного населения после 1765 года привели к истощению экономических ресурсов жителей сельской местности. Индийский историк Сушил Чаудхури пишет, что Компания к тому же сознательно проводила в Бенгалии уничтожение продовольственных культур, чтобы освободить место для выращивания опийного мака на экспорт, что сократило доступ к продовольствию и способствовало голоду. Компания также подвергалась критике за то, что приказывала фермерам выращивать индиго вместо риса, а также запрещала «накопление» зерна.
Индийский экономист и нобелевский лауреат Амартия Сен описывает случившееся как искусственный голод, отмечая, что до того в Индии XVIII века не было существенных голодов. Ему вторит американский обществовед-марксист Майк Дэвис:
Как и прежде, в нашем распоряжении не так уж много свидетельств о том, что сельские районы Индии когда-либо испытывали кризисы, вызванные нехваткой элементарных средств к существованию, аналогичных катастрофе в Бенгалии в 1770 году произошедшей во времена Восточно-Индийской кампании, или долгому и мучительному периоду болезней и голода между 1875 и 1920 годами, который снизил рост населения почти до нуля… Индийские Моголы не сталкивались с голодом до 1770-х. Более того, существуют свидетельства, что в добританской Индии до создания национального рынка зерна, опоясываемого системой железных дорог, резервы продуктовых запасов были больше, родовая система поддержки благосостояния более распространена, а цены на зерно в регионах, где наблюдался его избыток, были лучше защищены от спекуляций.